# Stazione di Berna
La stazione di Berna (in tedesco Bahnhof Bern) è la principale stazione ferroviaria a servizio dell'omonima città svizzera. È gestita dalle Ferrovie Federali Svizzere.